# Epicrionops lativittatus
Epicrionops lativittatus es una especie de anfibios gimnofiones de la familia Rhinatrematidae.
Es endémica del Perú.
Su hábitat natural incluye bosques secos, montanos secos tropicales o subtropicales y ríos.